# Brietlingen
Brietlingen er en kommune i den nordlige centrale del af Landkreis Lüneburg i den tyske delstat Niedersachsen, og byen er en del af Samtgemeinde Scharnebeck.

## Geografi
Brietlingen ligger ca. 8 km nord for Lüneburg, og vest for Naturpark Elbufer-Drawehn. Floden Neetze løber gennem kommunen.

### Inddeling
I kommunen ligger landsbyerne:
- Brietlingen
- Lüdershausen
- Moorburg